# Kliszkiwci
Kliszkiwci (ukr. Клішківці) – wieś na Ukrainie w rejonie chocimskim obwodu czerniowieckiego.